# 간성향교
간성향교(杆城鄕校)는 대한민국 강원특별자치도 고성군 간성읍에 있는 향교이다. 1985년 1월 17일 강원특별자치도의 문화재자료 제104호로 지정되었다.

## 개요
향교는 공자와 여러 성현께 제사를 지내고 지방민의 교육과 교화를 위해 나라에서 세운 교육기관이다.
간성향교는 조선 세종 2년(1420)에 지은 것으로 보이며 그 위치는 성북 용연동으로 확인된다. 이후 여러 차례에 걸쳐 옮겼고, 임진왜란으로 불타 없어진 것을 다시 지었다. 한국전쟁으로 향교의 건물이 다시 불타자 1954∼1956년에 대성전과 동·서재, 대성문을 지었다. 이어 1960년에 명륜당, 1966년에 동·서무를 다시 지었고 1982년에는 외삼문을 세워 오늘에 이르고 있다.
건물 배치는 명륜당을 중심으로 양쪽에 동재·서재가 있고, 그 뒤쪽으로 대성전과 동무·서무가 배치되어 있다. 1961년에 세운 앞면 4칸 규모의 명륜당 안에는 '간성향교외삼문창건기(杆城鄕校外三門創建記)'를 비롯한 3개의 기문이 있다.
조선시대에는 나라에서 토지와 노비·책 등을 지원받아 학생을 가르쳤으나, 지금은 교육 기능은 없어지고 제사 기능만 남아 있다.
건물은 세월이 흐르면서 불타거나 낡아서 다시 짓거나 고쳤지만, 처음 지을 당시의 위패는 지금까지도 잘 모시고 있다.

## 참고 자료
- 간성향교 - 국가유산청 국가유산포털